# Pampalini łowca zwierząt
Pampalini łowca zwierząt – serial animowany dla dzieci. Serial powstał w Studiu Filmów Rysunkowych w Bielsku-Białej w latach 1976–1980. Opowiada o Pampalinim, myśliwym, który wyłapywał zwierzęta na handel. Nie był też jednak zbyt mądry, dlatego jego fortele zawsze kończyły się niepowodzeniem. 
Głosu głównemu bohaterowi użyczyli Tadeusz Kwinta i Andrzej Śleziak.
Odcinki „Pampalini i hipopotam” i „Pampalini i goryl” wydano w wersji zrekonstruowanej cyfrowo w „Klasyce polskiej Bajki” w dwóch płytach DVD „Podróże Bolka i Lolka i inne bajki” i „Miś Kudłatek i inne bajki”

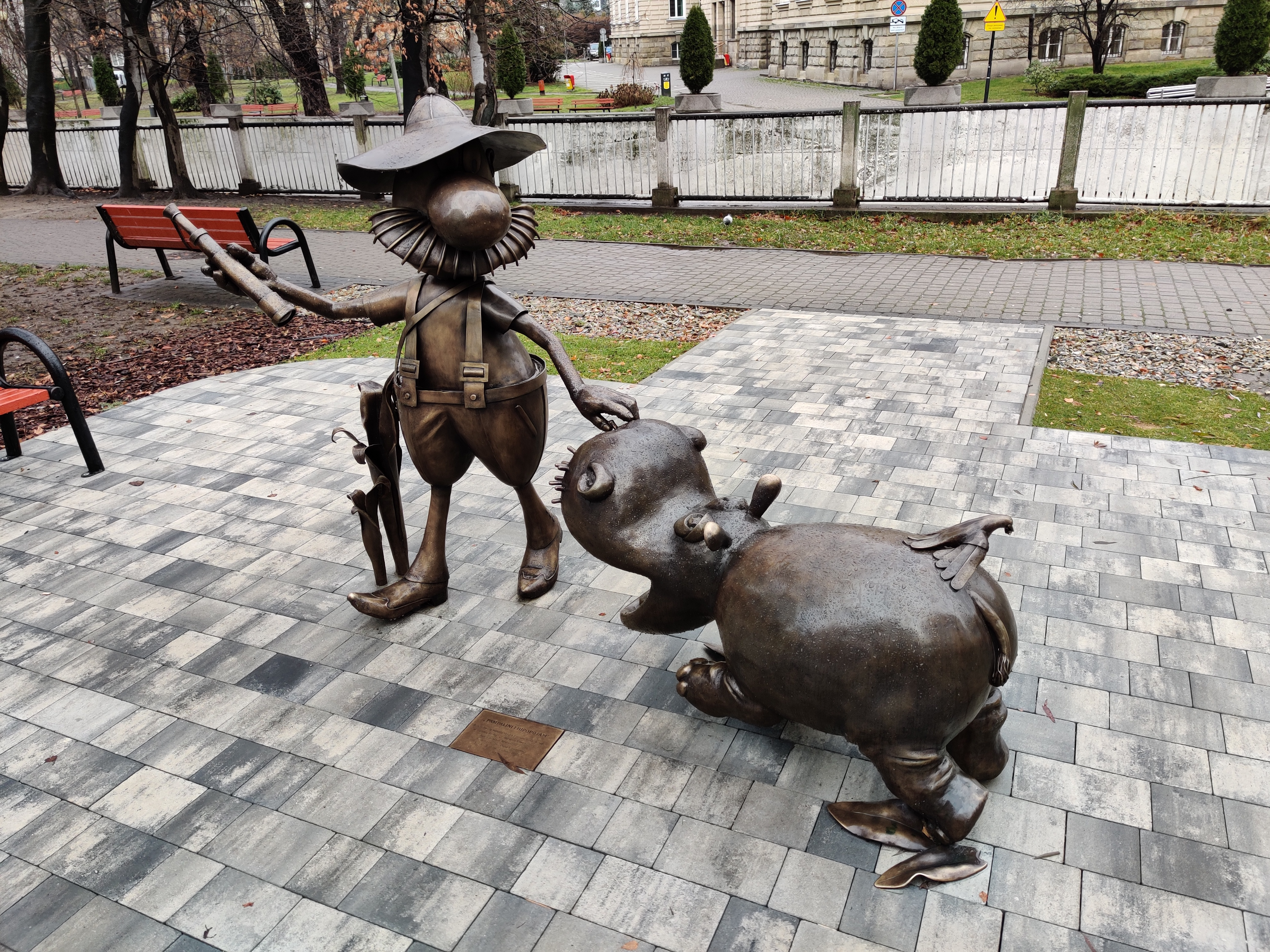
Pomnik Pampaliniego w Bielsku-Białej

## Spis odcinków
Lista odcinków:
1. Pampalini i lew
2. Pampalini i grizzly
3. Pampalini i mrówkojad
4. Pampalini i tapir
5. Pampalini i kondor
6. Pampalini i boa
7. Pampalini i yeti
8. Pampalini i słoń
9. Pampalini i żyrafa
10. Pampalini i struś
11. Pampalini i goryl
12. Pampalini i krokodyl
13. Pampalini i hipopotam